# Two-Nights-Tour 2023/24
Die Two-Nights-Tour 2023/24 waren zwei Damen-Skisprung-Weltcupveranstaltungen, die ab dem 30. Dezember 2023 stattfanden. Sie wurde als Nachfolger des Silvester-Turniers 2022/23 ausgetragen.

## Ablauf
Das erste Springen wurde auf der Großen Olympiaschanze in Garmisch-Partenkirchen ausgetragen. Das Neujahrsspringen am 1. Januar 2024 fand auf der Schattenbergschanze in Oberstdorf statt. Diese Veranstaltung war als „Ersatz“ für die Skispringerinnen vorgesehen, da für diese keine Vierschanzentournee stattfindet.
Bei der Premiere am 30. Dezember 2023 gewann Nika Prevc vor Eirin Maria Kvandal und Abigail Strate.
Das Neujahrsspringen gewann Eva Pinkelnig vor Abigail Strate und Eirin Maria Kvandal, die mit Jacqueline Seifriedsberger gemeinsam Platz 3 belegte, da beide nach dem zweiten Durchgang punktgleich waren.
Die Gesamtwertung bei der Two Nights Tour 2023/24 ergab:
1. Nika Prevc mit 527,70 Punkten.[5]
2. Eva Pinkelnig mit 518,10 Punkten.[5]
3. Abigail Strate mit 516,80 Punkten.[5]